# SS-Obergruppenführer
SS-Obergruppenführer (dobesedno SS-višji skupinski vodja; hierarhično prevedeno generalporočnik; okrajšava Ogruf.) je bil drugi najvišji generalski čin v paravojaški organizaciji Schutzstaffel (v obdobju 1939-45) in z njo povezanimi službami oz. organizacijami (Gestapo, Sicherheitsdienst (SD), Allgemeine-SS (A-SS), Waffen-SS (W-SS),...).
Ustrezal je činu generala (General) v Wehrmachtu (neskladje s hierahičnim prevodom in primerjavo z Wehrmachtom je posledica dejstva, da je SS imela še najvišji častniški čin SS-Oberführerja, kateri pa ni imel enakovrednega čina v Wehrmachtu). Nadrejen je činu SS-Gruppenführerja ter podrejen činu SS-Oberstgruppenführerja.
Od leta 1942 je bil polni naziv čina SS-Obergruppenführer und General der Waffen-SS.

## Oznake
Oznaka čina SS-Obergruppenführerja je bila na voljo v treh oblikah:
- naramenska epoleta: prepletena (aluminij in zlato) epoleta z dvema zvezdama (epoleta generalov ni bila obrobljena z barvasto vrvico);
- ovratna oznaka: trije hrastovi listi na obeh našitkih z enim kvadratom (1930-42) oz. trije hrastovi listi na obeh našitkih z dvema kvadratoma (1942-45) in
- oznaka za kamuflažno uniformo: trije trakovi, nad katerima je bil en par hrastovih listov in dva žira (zlata oznaka na črni podlagi je bila pritrjena na nadlaht levega rokava).

Galerija
- Naramenska oznaka
- Ovratni oznaki (1942-45)
- Kamuflažna oznaka